# Wilhelm Breitmeyer
Wilhelm Breitmeyer (* 23. August 1887 in Gröningen; † 6. Oktober 1974) war ein deutscher Politiker (KPD). Er war 1919 Stadtkommandant der Bremer Räterepublik und von 1919 bis 1921 Abgeordneter der Bremischen Bürgerschaft.

## Biografie
Breitmeyer, Sohn eines Fabrikarbeiters, erlernte nach der Volksschule den Beruf des Tischlers und ging einige Jahre auf Wanderschaft. 1907 trat er in die SPD ein. 1917 trat er zur USPD über und wurde Vorsitzender des USPD-Wahlvereins in Bremen. Im selben Jahr hielt sich Breitmeyer zeitweilig in Rumänien auf, um dem Militärdienst zu entgehen, und wurde in Deutschland polizeilich gesucht. 
Im November 1918 kehrte Breitmeyer nach Bremen zurück und wurde Mitglied im Arbeiter- und Soldatenrat der Stadt, der zeitweise die Macht übernahm und die Bremer Räterepublik ausrief. Vom 10. Januar bis zum 4. Februar 1919 war Breitmeyer Stadtkommandant und Mitglied des Verteidigungsrates der Bremer Räterepublik. Nach deren Scheitern wurde Breitmeyer nach kurzer Flucht im März 1919 verhaftet, kam jedoch noch im selben Jahr wieder frei und wurde für die KPD in die Bremische Bürgerschaft gewählt, der er bis 1921 angehörte. Ab 1920 war er zusätzlich Organisationssekretär der KPD Bremen.
Zwischen 1921 und 1933 arbeitete Breitmeyer wieder als Tischler und wurde nach der Machtübergabe an die Nationalsozialisten 1933 zeitweise in sogenannte Schutzhaft genommen und nach seiner Freilassung in der Rüstungsindustrie dienstverpflichtet. Im Februar 1945 wurde Breitmeyer in die deutsche Wehrmacht einberufen. Am Ende des Zweiten Weltkriegs geriet Breitmeyer in Schleswig-Holstein in britische Kriegsgefangenschaft, aus der er im Juli 1945 entlassen wurde.
Breitmeyer übersiedelte in die Sowjetisch besetzte Zone (SBZ) und ließ sich in Olbernhau im Erzgebirge nieder, wo er sich in der Gewerkschaftsarbeit engagierte. 1946 wurde er Mitglied der SED und war ab März 1947 erster Vorsitzender des FDGB-Kreisvorstandes Olbernhau.